# Vincenzo Miceli (politico)
Vincenzo Miceli (Valderice, 15 marzo 1940 – Valderice, 22 febbraio 2025) è stato un politico italiano.

## Biografia
Iscritto al PCI dal 1964, fu consigliere comunale e Vice-Sindaco nel 1965. Rieletto consigliere nelle comunali del 1970, ricoprì la carica di Vice Sindaco e Assessore ai Lavori Pubblici. Venne riconfermato alle successive elezioni amministrative del 1970, 1975, 1980, 1985 e 1990. Venne eletto deputato col PCI per due legislature nel collegio di Palermo-Trapani. Fu presidente nazionale ENPACL (Ente Nazionale Previdenza e assistenza consulenti del lavoro) dall'11/02/91 al 22/04/99 e presidente nazionale ENPACL dal 23/04/99 al 24/05/2011.
Pubblicò il libro Il "secondo pilastro" delle nostri pensioni, storia, evoluzione, limiti e aspettative della previdenza complementare in Italia e in Europa.
Il 30 maggio 2005 ricevette il Premio simpatia XXXV° edizione, dal Sindaco di Roma Walter Veltroni, come personaggio distintosi per cultura, impegno nella solidarietà o a favore dell'ambiente. Il premio consisteva in una "rosa" in bronzo dello scultore Assen Peikov.
Si è spento, il 22 febbraio 2025, dopo una lunga malattia. Aveva quasi 85 anni.